# 川原誠 (経済産業技官)
川原 誠（かわはら まこと）は、日本の経済産業技官。独立行政法人石油天然ガス・金属鉱物資源機構理事や、同特命参与を経て、秋田県副知事。

## 人物・経歴
佐賀県佐賀市出身。佐賀県立佐賀西高等学校を経て、
九州大学工学部卒業後、1991年通商産業省入省。2006年経済産業省九州経済産業局総務企画部総務課長。2008年資源エネルギー庁省エネルギー・新エネルギー部新エネルギー等電気利用推進室長。2009年高圧ガス保安協会総合企画部長。2012年原子力安全・保安院高圧ガス保安統括管理官。2012年経済産業省商務情報政策局商務流通保安グループ高圧ガス保安室長。
2014年経済産業省商務情報政策局商務流通保安グループ製品安全課長。2016年独立行政法人石油天然ガス・金属鉱物資源機構理事（監査室、総務部、経理部、評価部、調査部担当）。独立行政法人石油天然ガス・金属鉱物資源機構特命参与を経て、2018年から中島英史の後任として、秋田県副知事を務め、洋上風力発電などの産業振興を進めた。2019年には秋田県次世代ヘルスケア産業協議会設立にあたった。2021年経済産業省大臣官房付、退官、三井金属鉱業参与。